# Liste der Nummer-eins-Hits in der Slowakei (2022)
Dies ist eine Liste der Nummer-eins-Hits in der Slowakei im Jahr 2022. Sie basiert auf den Auswertungen der ČNS IFPI, der Vertretung der tschechischen und slowakischen Musikindustrie. Grundlage sind die Rádio Top 100, die Singles Digitál Top 100 und die Albums Top 100.

## Singles
| ← 2021 ← | Liste der Nummer-eins-Hits in der Slowakei (Rádio Top 100) | Liste der Nummer-eins-Hits in der Slowakei (Rádio Top 100) | Liste der Nummer-eins-Hits in der Slowakei (Rádio Top 100) | 2023 →                    |
| \| Zeitraum \| Wo. ges. \| Interpret \| Titel Autor(en) \| Zusätzliche Informationen \| \| (Zeitraum, Wochen auf Platz eins, Interpret, Titel, Autor[en], zusätzliche Informationen) \| \| \| \| \| \| ----------------------------------------------------------------------------------------- \| -------- \| --------------------------------------------- \| ------------------------------------------------------------------------------------------------------------------------------------------------------------------------------------ \| ------------------------- \| \| 51. Woche 2021 – 12. Woche 2022 14 Wochen (insgesamt 15) \| 15 \| Lost Frequencies & Calum Scott \| Where Are You Now Felix Safran De Laet, Sebastian Arman, Joacim Bo Persson, Dag Daniel Osmund Lundberg, Michael Patrick Kelly \| – \| \| 13. Woche 1 Woche \| 1 \| Glass Animals \| Heat Waves David Algernon Bayley \| – \| \| 14. Woche 1 Woche (insgesamt 15) \| 15 \| Lost Frequencies & Calum Scott \| Where Are You Now Felix Safran De Laet, Sebastian Arman, Joacim Bo Persson, Dag Daniel Osmund Lundberg, Michael Patrick Kelly \| – \| \| 15.–16. Woche 2 Wochen \| 2 \| Ed Sheeran \| Overpass Graffiti Edward Christopher Sheeran, Johnny McDaid, Frederick John Philip Gibson \| – \| \| 17. Woche 1 Woche \| 1 \| Ofenbach & Ella Henderson \| Hurricane Dorian Jean Louis Guy Lauduique, César Thaddée Laurent de Rummel, Marc-Phillip Buhr, Janik Riegert, Tapen Joshua Skraburski \| – \| \| 18. Woche 1 Woche \| 1 \| Glockenbach feat. ClockClock \| Brooklyn Fabian Fieser, Bojan Kalajdzic, Mark Vonsin, Hubertus Dahlem, Stefan Göbel, Jaro Omar, Alina Paulsen \| – \| \| 19. Woche 1 Woche \| 1 \| Alle Farben feat. Kiddo \| Alright Emma Olivia Helena Bertilsson, Dennis Bierbrodt, Jürgen Dohr, Guido Kramer, Stefan Dabruck, Daniel Deimann, James Alexander Christos Hajigeorgiou, Frans Zimmer \| – \| \| 20.–26. Woche 7 Wochen (insgesamt 8) \| 8 \| Imagine Dragons feat. JID & League of Legends \| Enemy Daniel Coulter Reynolds, Daniel Wayne Sermon, Benjamin Arthur McKee, Daniel Platzman, Destin Choice Route, Mattias Per Larsson, Robin Lennart Fredriksson, Justin Drew Tranter \| – \| \| 27.–28. Woche 2 Wochen (insgesamt 5) \| 5 \| Camila Cabello feat. Ed Sheeran \| Bam Bam Karla Camila Cabello Estrabao, Ezequiel Cheche Alara, Edward Christopher Sheeran, Edgar Barrera, Eric Burton Frederic, Scott Harris Friedman, Juan Fernando Fonseca Carrera \| – \| \| 29. Woche 1 Woche (insgesamt 8) \| 8 \| Imagine Dragons feat. JID & League of Legends \| Enemy Daniel Coulter Reynolds, Daniel Wayne Sermon, Benjamin Arthur McKee, Daniel Platzman, Destin Choice Route, Mattias Per Larsson, Robin Lennart Fredriksson, Justin Drew Tranter \| – \| \| 30. Woche 1 Woche (insgesamt 2) \| 2 \| Ray Dalton & Alvaro Soler \| Manila Alvaro Tauchert Soler, Sebastian Arman, Joacim Bo Persson, Ray Dalton \| – \| \| 31. Woche 1 Woche (insgesamt 3) \| 3 \| Harry Styles \| As It Was Harry Edward Styles, Thomas Edward Percy Hull, Tyler Sam Johnson \| – \| \| 32. Woche 1 Woche (insgesamt 2) \| 2 \| Ray Dalton & Alvaro Soler \| Manila Alvaro Tauchert Soler, Sebastian Arman, Joacim Bo Persson, Ray Dalton \| – \| \| 33.–34. Woche 2 Wochen (insgesamt 3) \| 3 \| Harry Styles \| As It Was Harry Edward Styles, Thomas Edward Percy Hull, Tyler Sam Johnson \| – \| \| 35.–36. Woche 2 Wochen (insgesamt 3) \| 3 \| Alvaro Soler & Topic \| Solo para ti Simon Triebel, Alexander Zuckowski, Alvaro Tauchert Soler, Tobias Topic, Alexander Michael Tidebrink Stomberg \| – \| \| 37.–39. Woche 3 Wochen (insgesamt 5) \| 5 \| Camila Cabello feat. Ed Sheeran \| Bam Bam Karla Camila Cabello Estrabao, Ezequiel Cheche Alara, Edward Christopher Sheeran, Edgar Barrera, Eric Burton Frederic, Scott Harris Friedman, Juan Fernando Fonseca Carrera \| – \| \| 40. Woche 1 Woche (insgesamt 3) \| 3 \| Alvaro Soler & Topic \| Solo para ti Simon Triebel, Alexander Zuckowski, Alvaro Tauchert Soler, Tobias Topic, Alexander Michael Tidebrink Stomberg \| – \| \| 41.–46. Woche 6 Wochen \| 6 \| Kamrad \| I Believe Christoph Koterzina, Markus Schlichtherle, Tim Kamrad, Jonas Markschat \| – \| \| 47. Woche 2022 – 7. Woche 2023 13 Wochen \| 13 \| David Guetta & Bebe Rexha \| I’m Good (Blue) Bleta Rexha, Pierre David Guetta, Camille Angelina Purcell, Massimo Gabutti, Maurizio Lobina, Gianfranco Randone, Philip John Plested \| – \| |                                                            |                                                            | |                           |
| ← 2021 |                                                            |                                                            | | → 2023 →                  |
| Zeitraum | Wo. ges.                                                   | Interpret                                                  | Titel Autor(en) | Zusätzliche Informationen |
| (Zeitraum, Wochen auf Platz eins, Interpret, Titel, Autor[en], zusätzliche Informationen) |                                                            |                                                            | |                           |
| 51. Woche 2021 – 12. Woche 2022 14 Wochen (insgesamt 15) | 15                                                         | Lost Frequencies & Calum Scott                             | Where Are You Now Felix Safran De Laet, Sebastian Arman, Joacim Bo Persson, Dag Daniel Osmund Lundberg, Michael Patrick Kelly                                                        | –                         |
| 13. Woche 1 Woche | 1                                                          | Glass Animals                                              | Heat Waves David Algernon Bayley | –                         |
| 14. Woche 1 Woche (insgesamt 15) | 15                                                         | Lost Frequencies & Calum Scott                             | Where Are You Now Felix Safran De Laet, Sebastian Arman, Joacim Bo Persson, Dag Daniel Osmund Lundberg, Michael Patrick Kelly                                                        | –                         |
| 15.–16. Woche 2 Wochen | 2                                                          | Ed Sheeran                                                 | Overpass Graffiti Edward Christopher Sheeran, Johnny McDaid, Frederick John Philip Gibson                                                                                            | –                         |
| 17. Woche 1 Woche | 1                                                          | Ofenbach & Ella Henderson                                  | Hurricane Dorian Jean Louis Guy Lauduique, César Thaddée Laurent de Rummel, Marc-Phillip Buhr, Janik Riegert, Tapen Joshua Skraburski                                                | –                         |
| 18. Woche 1 Woche | 1                                                          | Glockenbach feat. ClockClock                               | Brooklyn Fabian Fieser, Bojan Kalajdzic, Mark Vonsin, Hubertus Dahlem, Stefan Göbel, Jaro Omar, Alina Paulsen                                                                        | –                         |
| 19. Woche 1 Woche | 1                                                          | Alle Farben feat. Kiddo                                    | Alright Emma Olivia Helena Bertilsson, Dennis Bierbrodt, Jürgen Dohr, Guido Kramer, Stefan Dabruck, Daniel Deimann, James Alexander Christos Hajigeorgiou, Frans Zimmer              | –                         |
| 20.–26. Woche 7 Wochen (insgesamt 8) | 8                                                          | Imagine Dragons feat. JID & League of Legends              | Enemy Daniel Coulter Reynolds, Daniel Wayne Sermon, Benjamin Arthur McKee, Daniel Platzman, Destin Choice Route, Mattias Per Larsson, Robin Lennart Fredriksson, Justin Drew Tranter | –                         |
| 27.–28. Woche 2 Wochen (insgesamt 5) | 5                                                          | Camila Cabello feat. Ed Sheeran                            | Bam Bam Karla Camila Cabello Estrabao, Ezequiel Cheche Alara, Edward Christopher Sheeran, Edgar Barrera, Eric Burton Frederic, Scott Harris Friedman, Juan Fernando Fonseca Carrera  | –                         |
| 29. Woche 1 Woche (insgesamt 8) | 8                                                          | Imagine Dragons feat. JID & League of Legends              | Enemy Daniel Coulter Reynolds, Daniel Wayne Sermon, Benjamin Arthur McKee, Daniel Platzman, Destin Choice Route, Mattias Per Larsson, Robin Lennart Fredriksson, Justin Drew Tranter | –                         |
| 30. Woche 1 Woche (insgesamt 2) | 2                                                          | Ray Dalton & Alvaro Soler                                  | Manila Alvaro Tauchert Soler, Sebastian Arman, Joacim Bo Persson, Ray Dalton | –                         |
| 31. Woche 1 Woche (insgesamt 3) | 3                                                          | Harry Styles                                               | As It Was Harry Edward Styles, Thomas Edward Percy Hull, Tyler Sam Johnson | –                         |
| 32. Woche 1 Woche (insgesamt 2) | 2                                                          | Ray Dalton & Alvaro Soler                                  | Manila Alvaro Tauchert Soler, Sebastian Arman, Joacim Bo Persson, Ray Dalton | –                         |
| 33.–34. Woche 2 Wochen (insgesamt 3) | 3                                                          | Harry Styles                                               | As It Was Harry Edward Styles, Thomas Edward Percy Hull, Tyler Sam Johnson | –                         |
| 35.–36. Woche 2 Wochen (insgesamt 3) | 3                                                          | Alvaro Soler & Topic                                       | Solo para ti Simon Triebel, Alexander Zuckowski, Alvaro Tauchert Soler, Tobias Topic, Alexander Michael Tidebrink Stomberg                                                           | –                         |
| 37.–39. Woche 3 Wochen (insgesamt 5) | 5                                                          | Camila Cabello feat. Ed Sheeran                            | Bam Bam Karla Camila Cabello Estrabao, Ezequiel Cheche Alara, Edward Christopher Sheeran, Edgar Barrera, Eric Burton Frederic, Scott Harris Friedman, Juan Fernando Fonseca Carrera  | –                         |
| 40. Woche 1 Woche (insgesamt 3) | 3                                                          | Alvaro Soler & Topic                                       | Solo para ti Simon Triebel, Alexander Zuckowski, Alvaro Tauchert Soler, Tobias Topic, Alexander Michael Tidebrink Stomberg                                                           | –                         |
| 41.–46. Woche 6 Wochen | 6                                                          | Kamrad                                                     | I Believe Christoph Koterzina, Markus Schlichtherle, Tim Kamrad, Jonas Markschat | –                         |
| 47. Woche 2022 – 7. Woche 2023 13 Wochen | 13                                                         | David Guetta & Bebe Rexha                                  | I’m Good (Blue) Bleta Rexha, Pierre David Guetta, Camille Angelina Purcell, Massimo Gabutti, Maurizio Lobina, Gianfranco Randone, Philip John Plested                                | –                         |

| ← 2021 ← | Liste der Nummer-eins-Hits in der Slowakei (Singles Digitál Top 100) | Liste der Nummer-eins-Hits in der Slowakei (Singles Digitál Top 100) | Liste der Nummer-eins-Hits in der Slowakei (Singles Digitál Top 100) | 2023 →                    |
| \| Zeitraum \| Wo. ges. \| Interpret \| Titel Autor(en) \| Zusätzliche Informationen \| \| (Zeitraum, Wochen auf Platz eins, Interpret, Titel, Autor[en], zusätzliche Informationen) \| \| \| \| \| \| ----------------------------------------------------------------------------------------- \| -------- \| --------------------------------------------- \| ------------------------------------------------------------------------------------------------------------------------------------------------------------------------------------ \| ------------------------- \| \| 51. Woche 2021 – 2. Woche 2022 4 Wochen (insgesamt 5) \| 5 \| Kontrafakt \| Reklama na Rap Michal Straka, Patrik Vrbovský, Nuri Kamberi \| – \| \| 3.–4. Woche 2 Wochen \| 2 \| Imagine Dragons feat. JID & League of Legends \| Enemy Daniel Coulter Reynolds, Daniel Wayne Sermon, Benjamin Arthur McKee, Daniel Platzman, Destin Choice Route, Mattias Per Larsson, Robin Lennart Fredriksson, Justin Drew Tranter \| – \| \| 5. Woche 1 Woche \| 1 \| Gabryell & Sima \| Dostať z hlavy Matej Gábriš, Muris, Simona Hégerová \| – \| \| 6.–7. Woche 2 Wochen (insgesamt 5) \| 5 \| Glass Animals \| Heat Waves David Algernon Bayley \| – \| \| 8.–9. Woche 2 Wochen \| 2 \| Separ feat. Yzomandias \| Zasvoe Decky, Jakub Vlček, Michael Kmeť \| – \| \| 10.–12. Woche 3 Wochen (insgesamt 5) \| 5 \| Glass Animals \| Heat Waves David Algernon Bayley \| – \| \| 13. Woche 1 Woche (insgesamt 22) \| 22 \| Calin \| Hannah Montana Calin Panfili, David Kopecky \| – \| \| 14.–16. Woche 3 Wochen \| 3 \| Harry Styles \| As It Was Harry Edward Styles, Thomas Edward Percy Hull, Tyler Sam Johnson \| – \| \| 17.–36. Woche 20 Wochen (insgesamt 22) \| 22 \| Calin \| Hannah Montana Calin Panfili, David Kopecky \| – \| \| 37. Woche 1 Woche \| 1 \| Ektor \| To neni hra Marko Elefteriadis \| – \| \| 38. Woche 1 Woche (insgesamt 22) \| 22 \| Calin \| Hannah Montana Calin Panfili, David Kopecky \| – \| \| 39.–40. Woche 2 Wochen (insgesamt 8) \| 8 \| Sam Smith feat. Kim Petras \| Unholy Samuel Frederick Smith, Omer Fedi, James John Napier, Kim Petras, Ilya Salmanzadeh, Henry Russell Walter, Blake Slatkin \| – \| \| 41. Woche 1 Woche \| 1 \| Wen & Porsche Boy \| Mhm Patrik Luterán, Michal Hlivák \| – \| \| 42.–46. Woche 5 Wochen (insgesamt 8) \| 8 \| Sam Smith feat. Kim Petras \| Unholy Samuel Frederick Smith, Omer Fedi, James John Napier, Kim Petras, Ilya Salmanzadeh, Henry Russell Walter, Blake Slatkin \| – \| \| 47. Woche 1 Woche \| 1 \| Yzomandias & Nik Tendo \| Free Karlo Jakub Vlček, Dominik Citta \| – \| \| 48. Woche 1 Woche (insgesamt 8) \| 8 \| Sam Smith feat. Kim Petras \| Unholy Samuel Frederick Smith, Omer Fedi, James John Napier, Kim Petras, Ilya Salmanzadeh, Henry Russell Walter, Blake Slatkin \| – \| \| 49.–52. Woche 4 Wochen (insgesamt 11) \| 11 \| Mariah Carey \| All I Want for Christmas Is You Walter N. Afanasieff, Mariah Carey \| – \| |                                                                      |                                                                      | |                           |
| ← 2021 |                                                                      |                                                                      | | → 2023 →                  |
| Zeitraum | Wo. ges.                                                             | Interpret                                                            | Titel Autor(en) | Zusätzliche Informationen |
| (Zeitraum, Wochen auf Platz eins, Interpret, Titel, Autor[en], zusätzliche Informationen) |                                                                      |                                                                      | |                           |
| 51. Woche 2021 – 2. Woche 2022 4 Wochen (insgesamt 5) | 5                                                                    | Kontrafakt                                                           | Reklama na Rap Michal Straka, Patrik Vrbovský, Nuri Kamberi | –                         |
| 3.–4. Woche 2 Wochen | 2                                                                    | Imagine Dragons feat. JID & League of Legends                        | Enemy Daniel Coulter Reynolds, Daniel Wayne Sermon, Benjamin Arthur McKee, Daniel Platzman, Destin Choice Route, Mattias Per Larsson, Robin Lennart Fredriksson, Justin Drew Tranter | –                         |
| 5. Woche 1 Woche | 1                                                                    | Gabryell & Sima                                                      | Dostať z hlavy Matej Gábriš, Muris, Simona Hégerová | –                         |
| 6.–7. Woche 2 Wochen (insgesamt 5) | 5                                                                    | Glass Animals                                                        | Heat Waves David Algernon Bayley | –                         |
| 8.–9. Woche 2 Wochen | 2                                                                    | Separ feat. Yzomandias                                               | Zasvoe Decky, Jakub Vlček, Michael Kmeť | –                         |
| 10.–12. Woche 3 Wochen (insgesamt 5) | 5                                                                    | Glass Animals                                                        | Heat Waves David Algernon Bayley | –                         |
| 13. Woche 1 Woche (insgesamt 22) | 22                                                                   | Calin                                                                | Hannah Montana Calin Panfili, David Kopecky | –                         |
| 14.–16. Woche 3 Wochen | 3                                                                    | Harry Styles                                                         | As It Was Harry Edward Styles, Thomas Edward Percy Hull, Tyler Sam Johnson | –                         |
| 17.–36. Woche 20 Wochen (insgesamt 22) | 22                                                                   | Calin                                                                | Hannah Montana Calin Panfili, David Kopecky | –                         |
| 37. Woche 1 Woche | 1                                                                    | Ektor                                                                | To neni hra Marko Elefteriadis | –                         |
| 38. Woche 1 Woche (insgesamt 22) | 22                                                                   | Calin                                                                | Hannah Montana Calin Panfili, David Kopecky | –                         |
| 39.–40. Woche 2 Wochen (insgesamt 8) | 8                                                                    | Sam Smith feat. Kim Petras                                           | Unholy Samuel Frederick Smith, Omer Fedi, James John Napier, Kim Petras, Ilya Salmanzadeh, Henry Russell Walter, Blake Slatkin                                                       | –                         |
| 41. Woche 1 Woche | 1                                                                    | Wen & Porsche Boy                                                    | Mhm Patrik Luterán, Michal Hlivák | –                         |
| 42.–46. Woche 5 Wochen (insgesamt 8) | 8                                                                    | Sam Smith feat. Kim Petras                                           | Unholy Samuel Frederick Smith, Omer Fedi, James John Napier, Kim Petras, Ilya Salmanzadeh, Henry Russell Walter, Blake Slatkin                                                       | –                         |
| 47. Woche 1 Woche | 1                                                                    | Yzomandias & Nik Tendo                                               | Free Karlo Jakub Vlček, Dominik Citta | –                         |
| 48. Woche 1 Woche (insgesamt 8) | 8                                                                    | Sam Smith feat. Kim Petras                                           | Unholy Samuel Frederick Smith, Omer Fedi, James John Napier, Kim Petras, Ilya Salmanzadeh, Henry Russell Walter, Blake Slatkin                                                       | –                         |
| 49.–52. Woche 4 Wochen (insgesamt 11) | 11                                                                   | Mariah Carey                                                         | All I Want for Christmas Is You Walter N. Afanasieff, Mariah Carey | –                         |

## Alben
| ← 2021 ← | Liste der Nummer-eins-Hits in der Slowakei | Liste der Nummer-eins-Hits in der Slowakei | Liste der Nummer-eins-Hits in der Slowakei | 2023 → |
| \| Zeitraum \| Wo. ges. \| Interpret \| Titel \| Zusätzliche Informationen \| \| (Zeitraum, Wochen auf Platz eins, Interpret, Titel, zusätzliche Informationen) \| \| \| \| \| \| ------------------------------------------------------------------------------ \| -------- \| ---------------------- \| ---------------------------------- \| ---------------------------------------------------------------------------------------------------------------------------------------------------------------------------------- \| \| 1.–8. Woche 8 Wochen \| 8 \| Pil C \| Odsúdení na úspech \| – \| \| 9.–10. Woche 2 Wochen \| 2 \| Yzomandias \| J. Eden E-Gen \| – \| \| 11.–17. Woche 7 Wochen (insgesamt 15) \| 15 \| Calin \| Popstar \| – \| \| 18. Woche 1 Woche \| 1 \| Porsche Boy \| Z domu preč \| – \| \| 19. Woche 1 Woche (insgesamt 15) \| 15 \| Calin \| Popstar \| – \| \| 20. Woche 1 Woche \| 1 \| Kendrick Lamar \| Mr. Morale & the Big Steppers \| – \| \| 21.–22. Woche 2 Wochen (insgesamt 3) \| 3 \| Harry Styles \| Harry’s House \| – \| \| 23. Woche 1 Woche \| 1 \| Momo \| Dravec \| – \| \| 24. Woche 1 Woche \| 1 \| Shimmi \| Yo \| – \| \| 25.–30. Woche 6 Wochen \| 6 \| Gleb \| Big Boy FM \| – \| \| 31.–35. Woche 5 Wochen \| 5 \| Kali & Peter Pann \| Banán \| – \| \| 36. Woche 1 Woche \| 1 \| Yzomandias \| J. Eden E-G3n (#freekarlo edition) \| Die Neuausgabe seines Mixtapes vom Jahresbeginn verhilft dem tschechischen Rapper zur zweiten Album-Nummer-eins in einem Jahr. Das Original kehrt gleichzeitig auf Platz 2 zurück. \| \| 37.–42. Woche 6 Wochen (insgesamt 15) \| 15 \| Calin \| Popstar \| – \| \| 43.–44. Woche 2 Wochen \| 2 \| Taylor Swift \| Midnights \| – \| \| 45.–46. Woche 2 Wochen \| 2 \| Alan Murin \| Trueself \| – \| \| 47.–48. Woche 2 Wochen \| 2 \| Yzomandias & Nik Tendo \| Kruhy & Vlny \| – \| \| 49. Woche 1 Woche (insgesamt 3) \| 3 \| Metro Boomin \| Heroes & Villains \| – \| \| 50. Woche 1 Woche \| 1 \| Saul \| Chaos, vtedy a teraz \| – \| \| 51.–52. Woche 2 Wochen \| 2 \| Sima \| Masterpiece \| – \| |                                            |                                            |                                            | |
| ← 2021 |                                            |                                            |                                            | → 2023 → |
| Zeitraum | Wo. ges.                                   | Interpret                                  | Titel                                      | Zusätzliche Informationen |
| (Zeitraum, Wochen auf Platz eins, Interpret, Titel, zusätzliche Informationen) |                                            |                                            |                                            | |
| 1.–8. Woche 8 Wochen | 8                                          | Pil C                                      | Odsúdení na úspech                         | – |
| 9.–10. Woche 2 Wochen | 2                                          | Yzomandias                                 | J. Eden E-Gen                              | – |
| 11.–17. Woche 7 Wochen (insgesamt 15) | 15                                         | Calin                                      | Popstar                                    | – |
| 18. Woche 1 Woche | 1                                          | Porsche Boy                                | Z domu preč                                | – |
| 19. Woche 1 Woche (insgesamt 15) | 15                                         | Calin                                      | Popstar                                    | – |
| 20. Woche 1 Woche | 1                                          | Kendrick Lamar                             | Mr. Morale & the Big Steppers              | – |
| 21.–22. Woche 2 Wochen (insgesamt 3) | 3                                          | Harry Styles                               | Harry’s House                              | – |
| 23. Woche 1 Woche | 1                                          | Momo                                       | Dravec                                     | – |
| 24. Woche 1 Woche | 1                                          | Shimmi                                     | Yo                                         | – |
| 25.–30. Woche 6 Wochen | 6                                          | Gleb                                       | Big Boy FM                                 | – |
| 31.–35. Woche 5 Wochen | 5                                          | Kali & Peter Pann                          | Banán                                      | – |
| 36. Woche 1 Woche | 1                                          | Yzomandias                                 | J. Eden E-G3n (#freekarlo edition)         | Die Neuausgabe seines Mixtapes vom Jahresbeginn verhilft dem tschechischen Rapper zur zweiten Album-Nummer-eins in einem Jahr. Das Original kehrt gleichzeitig auf Platz 2 zurück. |
| 37.–42. Woche 6 Wochen (insgesamt 15) | 15                                         | Calin                                      | Popstar                                    | – |
| 43.–44. Woche 2 Wochen | 2                                          | Taylor Swift                               | Midnights                                  | – |
| 45.–46. Woche 2 Wochen | 2                                          | Alan Murin                                 | Trueself                                   | – |
| 47.–48. Woche 2 Wochen | 2                                          | Yzomandias & Nik Tendo                     | Kruhy & Vlny                               | – |
| 49. Woche 1 Woche (insgesamt 3) | 3                                          | Metro Boomin                               | Heroes & Villains                          | – |
| 50. Woche 1 Woche | 1                                          | Saul                                       | Chaos, vtedy a teraz                       | – |
| 51.–52. Woche 2 Wochen | 2                                          | Sima                                       | Masterpiece                                | – |